# Temporada da NBA de 2017–18
A temporada da NBA de 2017-18 foi a 72ª temporada da National Basketball Association. A temporada regular começou no dia 17 de outubro de 2017, um pouco mais cedo do que as temporadas anteriores para reduzir o número de jogos em sequência, conhecidos como "back-to-back", que as equipes estão programadas para jogar.

## Temporada Regular

### Classificações

#### Por Conferência
| #  | Conferência Leste        | Conferência Leste | Conferência Leste | Conferência Leste | Conferência Leste | Conferência Leste |
| #  | Time                     | V                 | D                 | PCT               | JA                | J                 |
| -- | ------------------------ | ----------------- | ----------------- | ----------------- | ----------------- | ----------------- |
| 1  | c – Toronto Raptors*     | 59                | 23                | .720              | 0.0               | 82                |
| 2  | x – Boston Celtics       | 55                | 27                | .671              | 4.0               | 82                |
| 3  | x – Philadelphia 76ers   | 52                | 30                | .634              | 7.0               | 82                |
| 4  | y – Cleveland Cavaliers* | 50                | 32                | .610              | 9.0               | 82                |
| 5  | x – Indiana Pacers       | 48                | 34                | .585              | 11.0              | 82                |
| 6  | y – Miami Heat*          | 44                | 38                | .537              | 15.0              | 82                |
| 7  | x – Milwaukee Bucks      | 44                | 38                | .537              | 15.0              | 82                |
| 8  | x – Washington Wizards   | 43                | 39                | .524              | 16.0              | 82                |
|    |                          |                   |                   |                   |                   |                   |
| 9  | Detroit Pistons          | 39                | 43                | .476              | 20.0              | 82                |
| 10 | Charlotte Hornets        | 36                | 46                | .439              | 23.0              | 82                |
| 11 | New York Knicks          | 29                | 53                | .354              | 30.0              | 82                |
| 12 | Brooklyn Nets            | 28                | 54                | .341              | 31.0              | 82                |
| 13 | Chicago Bulls            | 27                | 55                | .329              | 32.0              | 82                |
| 14 | Orlando Magic            | 25                | 57                | .305              | 34.0              | 82                |
| 15 | Atlanta Hawks            | 24                | 58                | .293              | 35.0              | 82                |

| #  | Conferência Oeste           | Conferência Oeste | Conferência Oeste | Conferência Oeste | Conferência Oeste | Conferência Oeste |
| #  | Time                        | V                 | D                 | PCT               | JA                | J                 |
| -- | --------------------------- | ----------------- | ----------------- | ----------------- | ----------------- | ----------------- |
| 1  | z – Houston Rockets*        | 65                | 17                | .793              | 0.0               | 82                |
| 2  | y – Golden State Warriors*  | 58                | 24                | .707              | 7.0               | 82                |
| 3  | y – Portland Trail Blazers* | 49                | 33                | .598              | 16.0              | 82                |
| 4  | x – Oklahoma City Thunder   | 48                | 34                | .585              | 17.0              | 82                |
| 5  | x – Utah Jazz               | 48                | 34                | .585              | 17.0              | 82                |
| 6  | x – New Orleans Pelicans    | 48                | 34                | .585              | 17.0              | 82                |
| 7  | x – San Antonio Spurs       | 47                | 35                | .573              | 18.0              | 82                |
| 8  | x – Minnesota Timberwolves  | 47                | 35                | .573              | 18.0              | 82                |
|    |                             |                   |                   |                   |                   |                   |
| 9  | Denver Nuggets              | 46                | 36                | .561              | 19.0              | 82                |
| 10 | Los Angeles Clippers        | 42                | 40                | .512              | 23.0              | 82                |
| 11 | Los Angeles Lakers          | 35                | 47                | .427              | 30.0              | 82                |
| 12 | Sacramento Kings            | 27                | 55                | .329              | 38.0              | 82                |
| 13 | Dallas Mavericks            | 24                | 58                | .293              | 41.0              | 82                |
| 14 | Memphis Grizzlies           | 22                | 60                | .268              | 43.0              | 82                |
| 15 | Phoenix Suns                | 21                | 61                | .256              | 44.0              | 82                |

Notas
- z – Ganhou a vantagem de decidir os jogos em casa durante os playoffs.
- c – Ganhou a vantagem de decidir em casa até a decisão de conferência dos playoffs.
- y – Ganhou o título da divisão.
- x – Conquistou vaga para os playoffs.
- * – Líder da divisão.

##### Desempates
Conferência Leste
- Miami conquistou a sexta colocação sobre o Milwaukee com base no confronto direto (3–0).

Conferência Oeste
- Oklahoma City, Utah e New Orleans foram posicionados com base em jogos um contra o outro (OKC: 4–3, UTAH: 4–4, NO: 3–4).
- San Antonio conquistou a sétima colocação sobre o Minnesota com base no confronto direto (2–1).

## Pós-Temporada
Os Playoffs da NBA 2018 tiveram início no dia 14 de abril de 2018, enquanto que as Finais da NBA começaram no dia 31 de maio de 2018.
|  | Primeira rodada   | Primeira rodada         | Primeira rodada |                        |    | Semifinais de Conferência | Semifinais de Conferência | Semifinais de Conferência |  |  | Finais de Conferência | Finais de Conferência | Finais de Conferência |  |  | Finais da NBA | Finais da NBA | Finais da NBA |  |
|  |                   |                         |                 |                        |    |                           |                           |                           |  |  |                       |                       |                       |  |  |               |               |               |  |
|  | 1                 | Toronto Raptors*        | 4               |                        |    |                           |                           |                           |  |  |                       |                       |                       |  |  |               |               |               |  |
|  | 1                 | Toronto Raptors*        | 4               |                        |    |                           |                           |                           |  |  |                       |                       |                       |  |  |               |               |               |  |
|  | 8                 | Washington Wizards      | 2               |                        |    |                           |                           |                           |  |  |                       |                       |                       |  |  |               |               |               |  |
|  | 8                 | Washington Wizards      | 2               |                        | 1  | Toronto Raptors*          | 0                         |                           |  |  |                       |                       |                       |  |  |               |               |               |  |
|  |                   |                         |                 |                        | 1  | Toronto Raptors*          | 0                         |                           |  |  |                       |                       |                       |  |  |               |               |               |  |
|  |                   |                         | 4               | Cleveland Cavaliers*   | 4  |                           |                           |                           |  |  |                       |                       |                       |  |  |               |               |               |  |
|  | 4                 | Cleveland Cavaliers*    | 4               | Cleveland Cavaliers*   | 4  | 4                         |                           |                           |  |  |                       |                       |                       |  |  |               |               |               |  |
|  | 4                 | Cleveland Cavaliers*    |                 |                        |    |                           |                           |                           |  |  |                       |                       |                       |  |  |               |               |               |  |
|  | 5                 | Indiana Pacers          | 3               |                        |    |                           |                           |                           |  |  |                       |                       |                       |  |  |               |               |               |  |
|  | 5                 | Indiana Pacers          | 3               |                        | 4  | Cleveland Cavaliers*      | 4                         |                           |  |  |                       |                       |                       |  |  |               |               |               |  |
|  | Conferência Leste |                         |                 |                        | 4  | Cleveland Cavaliers*      | 4                         |                           |  |  |                       |                       |                       |  |  |               |               |               |  |
|  |                   |                         | 2               | Boston Celtics*        | 3  |                           |                           |                           |  |  |                       |                       |                       |  |  |               |               |               |  |
|  | 3                 | Philadelphia 76ers      | 2               | Boston Celtics*        | 3  | 4                         |                           |                           |  |  |                       |                       |                       |  |  |               |               |               |  |
|  | 3                 | Philadelphia 76ers      |                 |                        |    |                           |                           |                           |  |  |                       |                       |                       |  |  |               |               |               |  |
|  | 6                 | Miami Heat*             | 1               |                        |    |                           |                           |                           |  |  |                       |                       |                       |  |  |               |               |               |  |
|  | 6                 | Miami Heat*             | 1               |                        | 3  | Philadelphia 76ers        | 1                         |                           |  |  |                       |                       |                       |  |  |               |               |               |  |
|  |                   |                         |                 |                        | 3  | Philadelphia 76ers        | 1                         |                           |  |  |                       |                       |                       |  |  |               |               |               |  |
|  |                   |                         | 2               | Boston Celtics*        | 4  |                           |                           |                           |  |  |                       |                       |                       |  |  |               |               |               |  |
|  | 2                 | Boston Celtics*         | 2               | Boston Celtics*        | 4  | 4                         |                           |                           |  |  |                       |                       |                       |  |  |               |               |               |  |
|  | 2                 | Boston Celtics*         |                 |                        |    |                           |                           |                           |  |  |                       |                       |                       |  |  |               |               |               |  |
|  | 7                 | Milwaukee Bucks         | 3               |                        |    |                           |                           |                           |  |  |                       |                       |                       |  |  |               |               |               |  |
|  | 7                 | Milwaukee Bucks         | 3               |                        | L4 | Cleveland Cavaliers*      | 0                         |                           |  |  |                       |                       |                       |  |  |               |               |               |  |
|  |                   |                         |                 |                        |    |                           |                           |                           |  |  |                       |                       |                       |  |  |               |               |               |  |
|  |                   |                         | O2              | Golden State Warriors* | 4  |                           |                           |                           |  |  |                       |                       |                       |  |  |               |               |               |  |
|  | 1                 | Houston Rockets*        | O2              | Golden State Warriors* | 4  | 4                         |                           |                           |  |  |                       |                       |                       |  |  |               |               |               |  |
|  | 1                 | Houston Rockets*        |                 |                        |    |                           |                           |                           |  |  |                       |                       |                       |  |  |               |               |               |  |
|  | 8                 | Minnesota Timberwolves  | 1               |                        |    |                           |                           |                           |  |  |                       |                       |                       |  |  |               |               |               |  |
|  | 8                 | Minnesota Timberwolves  | 1               |                        | 1  | Houston Rockets*          | 4                         |                           |  |  |                       |                       |                       |  |  |               |               |               |  |
|  |                   |                         |                 |                        | 1  | Houston Rockets*          | 4                         |                           |  |  |                       |                       |                       |  |  |               |               |               |  |
|  |                   |                         | 5               | Utah Jazz              | 1  |                           |                           |                           |  |  |                       |                       |                       |  |  |               |               |               |  |
|  | 4                 | Oklahoma City Thunder   | 5               | Utah Jazz              | 1  | 2                         |                           |                           |  |  |                       |                       |                       |  |  |               |               |               |  |
|  | 4                 | Oklahoma City Thunder   |                 |                        |    |                           |                           |                           |  |  |                       |                       |                       |  |  |               |               |               |  |
|  | 5                 | Utah Jazz               | 4               |                        |    |                           |                           |                           |  |  |                       |                       |                       |  |  |               |               |               |  |
|  | 5                 | Utah Jazz               | 4               |                        | 1  | Houston Rockets*          | 3                         |                           |  |  |                       |                       |                       |  |  |               |               |               |  |
|  | Conferência Oeste |                         |                 |                        | 1  | Houston Rockets*          | 3                         |                           |  |  |                       |                       |                       |  |  |               |               |               |  |
|  |                   |                         | 2               | Golden State Warriors* | 4  |                           |                           |                           |  |  |                       |                       |                       |  |  |               |               |               |  |
|  | 3                 | Portland Trail Blazers* | 2               | Golden State Warriors* | 4  | 0                         |                           |                           |  |  |                       |                       |                       |  |  |               |               |               |  |
|  | 3                 | Portland Trail Blazers* |                 |                        |    |                           |                           |                           |  |  |                       |                       |                       |  |  |               |               |               |  |
|  | 6                 | New Orleans Pelicans    | 4               |                        |    |                           |                           |                           |  |  |                       |                       |                       |  |  |               |               |               |  |
|  | 6                 | New Orleans Pelicans    | 4               |                        | 6  | New Orleans Pelicans      | 1                         |                           |  |  |                       |                       |                       |  |  |               |               |               |  |
|  |                   |                         |                 |                        | 6  | New Orleans Pelicans      | 1                         |                           |  |  |                       |                       |                       |  |  |               |               |               |  |
|  |                   |                         | 2               | Golden State Warriors* | 4  |                           |                           |                           |  |  |                       |                       |                       |  |  |               |               |               |  |
|  | 2                 | Golden State Warriors*  | 2               | Golden State Warriors* | 4  | 4                         |                           |                           |  |  |                       |                       |                       |  |  |               |               |               |  |
|  | 2                 | Golden State Warriors*  |                 |                        |    |                           |                           |                           |  |  |                       |                       |                       |  |  |               |               |               |  |
|  | 7                 | San Antonio Spurs       | 1               |                        |    |                           |                           |                           |  |  |                       |                       |                       |  |  |               |               |               |  |

*: Campeão de divisão

Itálico: Time com vantagem de decidir a série em casa.

### Primeira Rodada

#### Conferência Leste
| # | Time               | 1   | 2   | 3   | 4   | 5   | 6   | 7 |   |
| - | ------------------ | --- | --- | --- | --- | --- | --- | - | - |
| 1 | Toronto Raptors*   | 114 | 130 | 103 | 98  | 108 | 102 |   | 4 |
| 8 | Washington Wizards | 106 | 119 | 122 | 106 | 98  | 92  |   | 2 |

| # | Time                 | 1  | 2   | 3  | 4   | 5  | 6   | 7   |   |
| - | -------------------- | -- | --- | -- | --- | -- | --- | --- | - |
| 4 | Cleveland Cavaliers* | 80 | 100 | 90 | 104 | 98 | 87  | 105 | 4 |
| 5 | Indiana Pacers       | 98 | 97  | 92 | 100 | 95 | 121 | 101 | 3 |

| # | Time            | 1   | 2   | 3   | 4   | 5  | 6  | 7   |   |
| - | --------------- | --- | --- | --- | --- | -- | -- | --- | - |
| 2 | Boston Celtics* | 113 | 120 | 92  | 102 | 92 | 86 | 112 | 4 |
| 7 | Milwaukee Bucks | 107 | 106 | 116 | 104 | 87 | 97 | 96  | 3 |

| # | Time               | 1   | 2   | 3   | 4   | 5   | 6 | 7 |   |
| - | ------------------ | --- | --- | --- | --- | --- | - | - | - |
| 3 | Philadelphia 76ers | 130 | 103 | 128 | 106 | 104 |   |   | 4 |
| 6 | Miami Heat*        | 103 | 113 | 108 | 102 | 91  |   |   | 1 |

#### Conferência Oeste
| # | Time                   | 1   | 2   | 3   | 4   | 5   | 6 | 7 |   |
| - | ---------------------- | --- | --- | --- | --- | --- | - | - | - |
| 1 | Houston Rockets*       | 104 | 102 | 105 | 119 | 122 |   |   | 4 |
| 8 | Minnesota Timberwolves | 101 | 82  | 121 | 100 | 104 |   |   | 1 |

| # | Time                  | 1   | 2   | 3   | 4   | 5   | 6  | 7 |   |
| - | --------------------- | --- | --- | --- | --- | --- | -- | - | - |
| 4 | Oklahoma City Thunder | 116 | 95  | 102 | 96  | 107 | 91 |   | 2 |
| 5 | Utah Jazz             | 108 | 102 | 115 | 113 | 99  | 96 |   | 4 |

| # | Time                   | 1   | 2   | 3   | 4   | 5  | 6 | 7 |   |
| - | ---------------------- | --- | --- | --- | --- | -- | - | - | - |
| 2 | Golden State Warriors* | 113 | 116 | 110 | 90  | 99 |   |   | 4 |
| 7 | San Antonio Spurs      | 92  | 101 | 97  | 103 | 91 |   |   | 1 |

| # | Time                    | 1  | 2   | 3   | 4   | 5 | 6 | 7 |   |
| - | ----------------------- | -- | --- | --- | --- | - | - | - | - |
| 3 | Portland Trail Blazers* | 95 | 102 | 102 | 123 |   |   |   | 0 |
| 6 | New Orleans Pelicans    | 97 | 111 | 119 | 131 |   |   |   | 4 |

### Semifinais de Conferência

#### Conferência Leste
| # | Time                 | 1   | 2   | 3   | 4   | 5 | 6 | 7 |   |
| - | -------------------- | --- | --- | --- | --- | - | - | - | - |
| 1 | Toronto Raptors*     | 112 | 110 | 103 | 93  |   |   |   | 0 |
| 4 | Cleveland Cavaliers* | 113 | 128 | 105 | 128 |   |   |   | 4 |

| # | Time               | 1   | 2   | 3   | 4   | 5   | 6 | 7 |   |
| - | ------------------ | --- | --- | --- | --- | --- | - | - | - |
| 3 | Philadelphia 76ers | 101 | 103 | 98  | 103 | 112 |   |   | 1 |
| 2 | Boston Celtics*    | 117 | 108 | 101 | 92  | 114 |   |   | 4 |

#### Conferência Oeste
| # | Time             | 1   | 2   | 3   | 4   | 5   | 6 | 7 |   |
| - | ---------------- | --- | --- | --- | --- | --- | - | - | - |
| 1 | Houston Rockets* | 110 | 108 | 113 | 100 | 112 |   |   | 4 |
| 5 | Utah Jazz        | 96  | 116 | 92  | 87  | 102 |   |   | 1 |

| # | Time                   | 1   | 2   | 3   | 4   | 5   | 6 | 7 |   |
| - | ---------------------- | --- | --- | --- | --- | --- | - | - | - |
| 6 | New Orleans Pelicans   | 101 | 116 | 119 | 92  | 104 |   |   | 1 |
| 2 | Golden State Warriors* | 123 | 121 | 100 | 118 | 113 |   |   | 4 |

### Finais de Conferência
| # | Time                 | 1   | 2   | 3   | 4   | 5  | 6   | 7  |   |
| - | -------------------- | --- | --- | --- | --- | -- | --- | -- | - |
| 4 | Cleveland Cavaliers* | 83  | 94  | 116 | 111 | 83 | 109 | 87 | 4 |
| 2 | Boston Celtics*      | 108 | 107 | 86  | 102 | 96 | 99  | 79 | 3 |

| # | Time                   | 1   | 2   | 3   | 4  | 5  | 6   | 7   |   |
| - | ---------------------- | --- | --- | --- | -- | -- | --- | --- | - |
| 1 | Houston Rockets*       | 106 | 127 | 85  | 95 | 98 | 86  | 92  | 3 |
| 2 | Golden State Warriors* | 119 | 105 | 126 | 92 | 94 | 115 | 101 | 4 |

| \| # \| Time \| 1 \| 2 \| 3 \| 4 \| 5 \| 6 \| 7 \| \| \| -- \| ---------------------- \| --- \| --- \| --- \| --- \| - \| - \| - \| - \| \| L4 \| Cleveland Cavaliers* \| 114 \| 103 \| 102 \| 85 \| \| \| \| 0 \| \| O2 \| Golden State Warriors* \| 124 \| 122 \| 110 \| 108 \| \| \| \| 4 \| |                        |     |     |     |     |   |   |   |   |
| # | Time                   | 1   | 2   | 3   | 4   | 5 | 6 | 7 |   |
| L4 | Cleveland Cavaliers*   | 114 | 103 | 102 | 85  |   |   |   | 0 |
| O2 | Golden State Warriors* | 124 | 122 | 110 | 108 |   |   |   | 4 |